# Paphinia hirtzii
Espèce
Paphinia hirtzii est une espèce de plantes à fleurs de la famille des Orchidaceae (les orchidées) et appartenant à la sous-tribu des Stanhopeinae.

## Description et habitat
La plante a été trouvée en compagnie de Paphinia benzingii et Paphinia litensis. La présence de 3 espèces de Paphinia suggère que leurs pollinisateurs, les abeilles euglossines mâles, sont attirées de manière spécifique et participent à maintenir l’intégrité des espèces.

## Étymologie
Nommée en l’honneur de l’ingénieur Alex Hirtz pour sa contribution à la connaissance des orchidées d’Equateur.

## Diagnose
Species haec Paphiniae cristatae Lindl. similis, sed sepalis petalisque laete luteis rufomaculatis, labello basi angusto cum lobo apicali lato pauciciliato distinguitur.
- Dodson, Icones Plantarum Tropicarum, ser. II pl. 566. 1989.

## Répartition et biotope
La plante type a été découvert en août 1988 dans la province équatorienne d'Esmeraldas, à 8 km de Chaco sur la route de Santa Rosa de Chaco à 1 400 m d'altitude. La région où la plante a été trouvée est extrêmement humide avec plus de 6 000 mm de précipitations annuelles. La flore de cette région est la continuité de la forêt pluviale de piémont de la province de Chocó en Colombie.

## Culture
Aucune information disponible.